# Shevlin (Oregon)
Shevlin az Amerikai Egyesült Államok északnyugati részén, Oregon állam Deschutes és Klamath megyéiben elhelyezkedő kísértetváros. Itt működött a Shevlin–Hixon Company fafeldolgozója; a kitermelés előrehaladtával az épületeket vasúton folyamatosan költöztették.
Két Deschutes megyei helyszín (a Lava-tanúhegy és a U.S. Route 97 mentén) ismert, majd Klamath és Lake megyék határára, az Oregon Route 31 mellé költöztették. A GNIS szerint a Fremont–Winema Nemzeti Erdőben helyezkedik el.
Az 1931-ben megnyílt posta első vezetője William J. Baer volt. A hivatalt 1936-ban Klamath megyébe helyezték át, ahol 1951-ig működött.

## Fordítás
- Ez a szócikk részben vagy egészben  a   Shevlin, Oregon című angol Wikipédia-szócikk ezen változatának fordításán alapul.  Az eredeti cikk szerkesztőit annak laptörténete sorolja fel. Ez a jelzés csupán a megfogalmazás eredetét és a szerzői jogokat jelzi, nem szolgál a cikkben szereplő információk forrásmegjelöléseként.